# Euadne (żona Kapaneusa)
Euadne (gr. Εὐάδνη) – w mitologii greckiej córka Iphisa, żona Kapaneusa, jednego z uczestników wyprawy Siedmiu przeciw Tebom. Po śmierci męża postanowiła spłonąć wraz z jego ciałem na stosie pogrzebowym.
To zdarzenie stanowi jeden z wątków tragedii Eurypidesa Błagalnice. Historię Euadne opowiada krótko również Apollodoros. Wzmiankowana jest także w Sztuce kochania i Tristiach Owidiusza oraz Eneidzie Wergiliusza.
Była matką Stenelosa.